# 顕著
| ウィキペディアには「顕著」という見出しの百科事典記事はありません（タイトルに「顕著」を含むページの一覧/「顕著」で始まるページの一覧）。 代わりにウィクショナリーのページ「顕著」が役に立つかもしれません。 |